# Baby! 1
El Baby! 1 es una microcomputadora transportable lanzada por STM Systems Inc. de Mont Vernon, Nuevo Hampshire, a finales de 1976. La computadora estaba basada en el microprocesador MOS Technology 6502 y venía en una pequeña carcasa que cabía dentro de un maletín que venía con la computadora. La revista Byte en 1985 la llamó la primera microcomputadora portátil, aunque se parecía más a las computadoras domésticas de la década de 1980, como la Commodore 64, que a las primeras computadoras portátiles como la Grid Compass.

## Desarrollo y especificaciones
El Baby! 1 fue anunciado en agosto de 1976 por la empresa emergente STM Systems Inc. de Mont Vernon, Nuevo Hampshire. Un ordenador de una sola placa, el Baby! 1 se basa en el microprocesador MOS Technology 6502 y presenta entre 2 KB a 4 KB de RAM y un monitor de código de máquina en ROM. La carcasa acrílica de la computadora alberga la placa base, el teclado y la fuente de alimentación y mide 37 x 25 x 11 cm, con un peso aproximado de 10 libras. Su teclado incorporado cuenta con 62 teclas de tamaño completo. El Baby! 1 se envió en un maletín para llevar la computadora. La fuente de alimentación de la computadora alimenta al Baby! 1 5 voltios y hasta 3 amperios de CC, rectificados de un  completamente regulado entrada de 110 voltios de CA. La computadora se vendió completamente ensamblada, sin una versión de kit disponible.
Se incluye un chip de interfaz de casete de 1200 baudios a bordo para permitir que los casetes de audio se utilicen como almacenamiento de datos con el uso de una platina de casete portátil externa, que se vende por separado. Mientras tanto, el chip generador de caracteres de la computadora es capaz de mostrar el alfabeto latino en mayúsculas y minúsculas, el alfabeto griego en mayúsculas y minúsculas, números y varios símbolos. Cada carácter está compuesto por una cuadrícula de 7 por 9 píxeles; el chip de video es capaz de mostrar 512 caracteres en total en la pantalla, como 16 líneas de 32 caracteres. Si bien la computadora inicialmente no se vendió con un monitor, un televisor CRT en blanco y negro de 9 pulgadas portátil fabricado por Panasonic se incluyó más tarde como una opción de primera línea.
Una unidad de disquete externa de 5,25 pulgadas para Baby! 1 se anunció en la exposición de computación personal de Atlantic City de 1976, pero se suspendió debido al costo. Iba a venderse al por menor por $ 350, STM aparentemente tuvo una pérdida de $ 40 del precio promedio de una unidad de disquete de 5.25 pulgadas, ¡aunque puede haber tenido la intención de ser un líder de pérdidas para alentar más ventas del Baby! 1. El Baby! 1 se vendió por $ 850 a $ 1000 en agosto de 1976, dependiendo de si el cliente compró la variante de 2 KB o 4 KB. STM prometió la misma unidad nuevamente en noviembre de 1976, pero el desarrollo se retrasó hasta julio de 1977, y probablemente nunca se lanzó. La unidad habría sido un modelo Shugart.
Los sistemas operativos y programas incluidos para la computadora fueron Tiny BASIC y TECO.

## Legado
La revista Byte llamó a la computadora «un excelente sistema de enseñanza de conceptos de software en escuelas secundarias y universidades, y parece un excelente sistema para uso personal». De hecho, la computadora se usó en al menos una escuela primaria. T. D. Towers, en su libro International Microprocessor Selector, clasificó a Baby! 1 como plataforma de entrenamiento de microprocesadores y como sistema de desarrollo de software.
En 1985, Byte llamó a Baby! 1 la primera microcomputadora portátil. Aunque reconocieron el IBM 5100 de 1975 antes, se refirieron a este último como la «primera computadora del tamaño de un maletín». El experiodista de Byte, Michael Nadeau, dijo que tenía más en común con las computadoras personales de la década de 1980, como la Commodore 64, que con las primeras computadoras portátiles, como la Grid Compass. De todos modos, llamó al Baby! 1 «inusualmente pequeño y liviano» para la época y lo consideró un «sistema significativo» que «expandió los límites sobre el tamaño».

## Citas
1. 1 2 3 4  Nadeau, 2002, p. 131.
2. 1 2 3  Helmers, 1976, p. 122.
3. ↑  Helmers, 1976, pp. 122, 124.
4. 1 2 3  Capece, 1979, p. 21.
5. 1 2 3 4  Helmers, 1976, p. 124.
6. ↑  White, 1976, p. 39.
7. ↑  Staff writer, 1976, p. 67.
8. ↑  Simpson, 1977, p. 20.
9. ↑  Capece, 1979, p. 19.
10. ↑  Towers, 1982, p. 218.
11. ↑  Williams y Welch, 1985, p. 200.